# Kapitol in Ostia

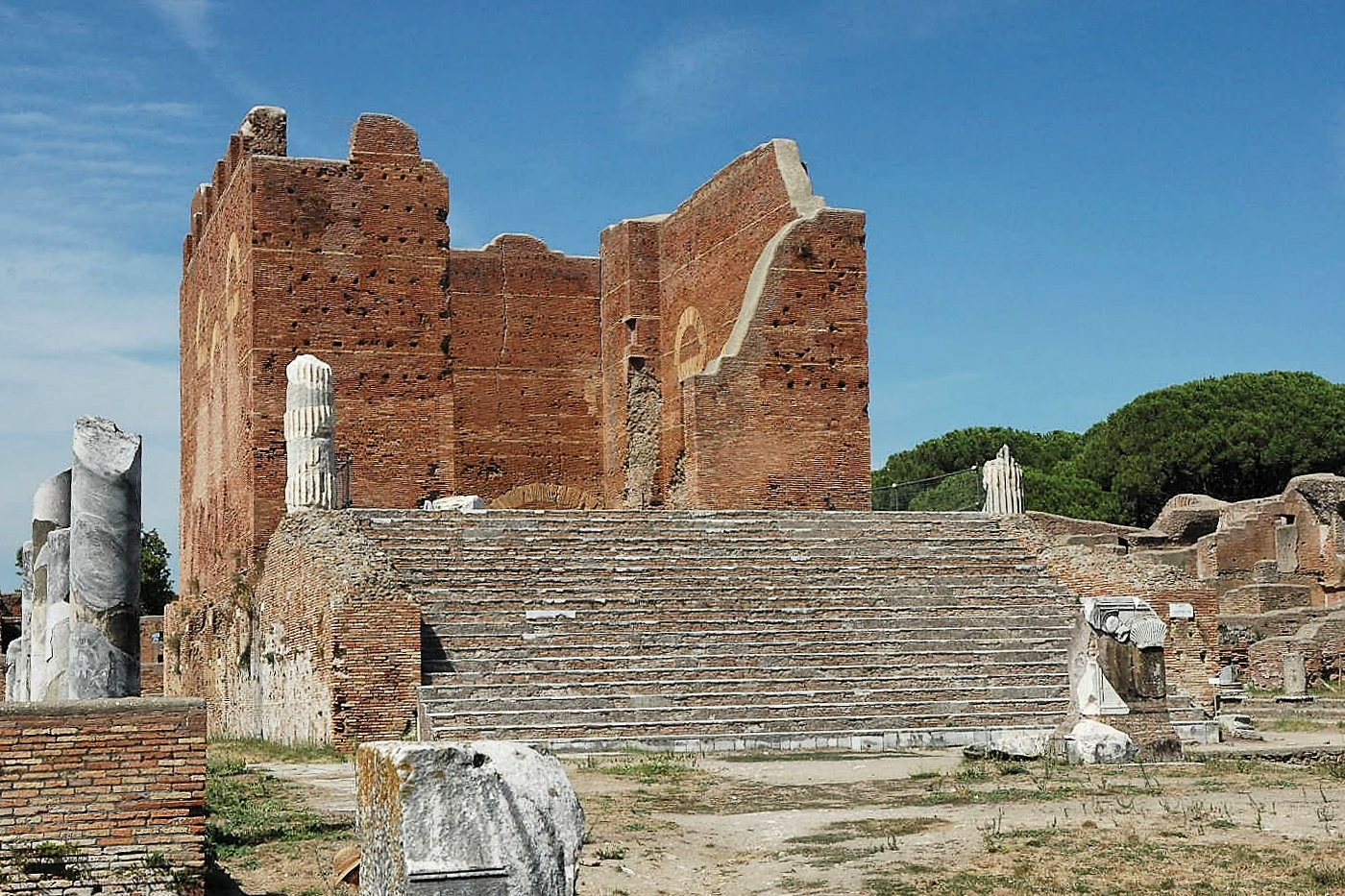
Das Kapitol heute

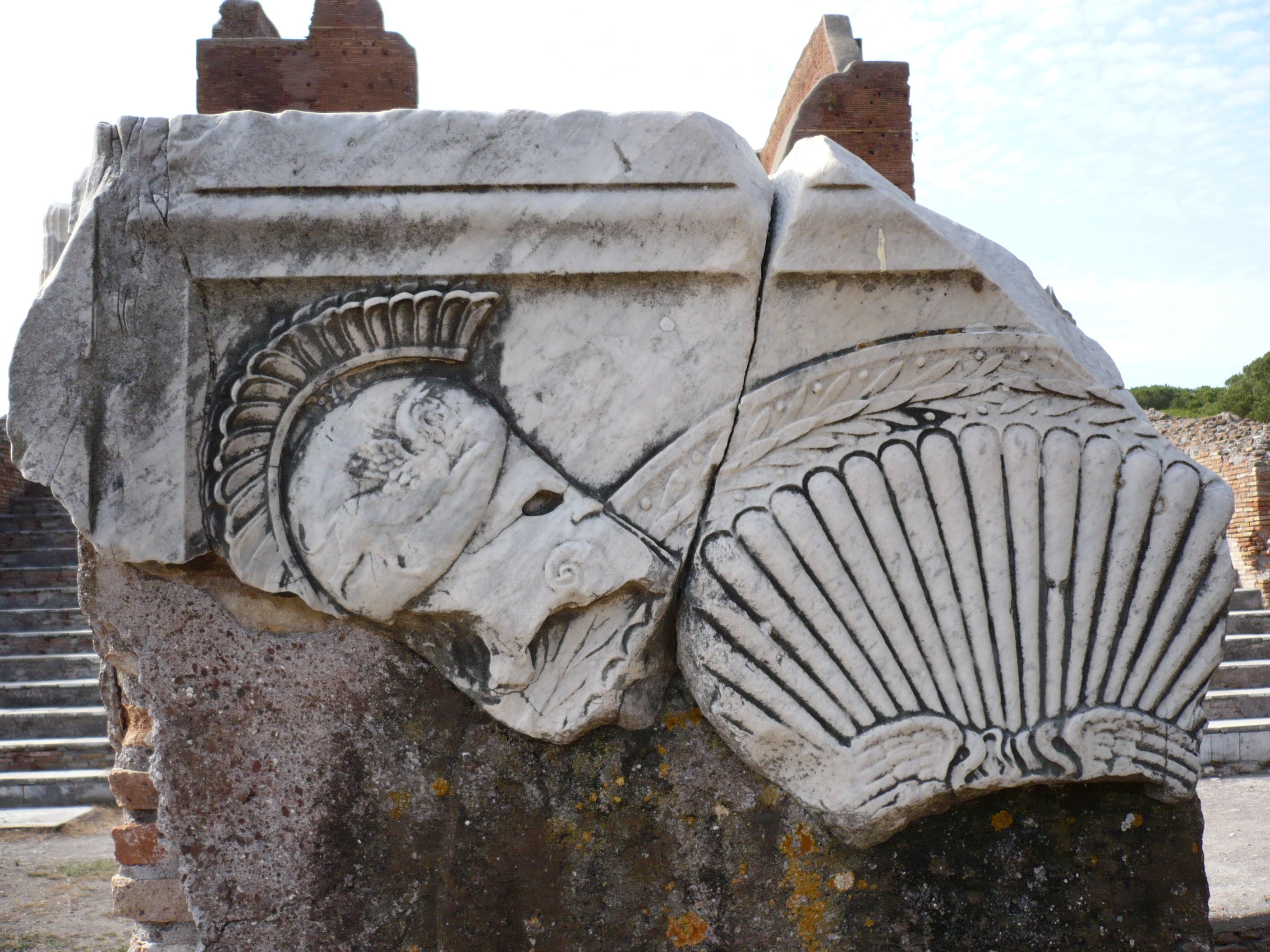
Der Marmoraltar

Das Kapitol oder Capitolium stand am Forum von Ostia und stellte eine der bedeutendsten Bauten der antiken Stadt dar. Der Bau wurde unter Hadrian, ca. 120 n. Chr. errichtet.
Der aus Ziegeln erbaute Tempel stand an der Nordseite des Forums und versperrte dort den Verkehr, da er genau auf einer der Hauptstraßen der Stadt errichtet wurde. Es handelte sich um einen römischen Podiumstempel, das heißt, dass der Bau auf einem hohen Sockel stand. Dieser war über 22 Stufen zu erreichen und maß im Grundriss 35 × 15,5 m. Dieses Podium symbolisierte vielleicht den kapitolinischen Hügel, auf dem das Kapitol von Rom stand. 
Die Front des Tempels war durch sechs Säulen gegliedert. Insgesamt stehen die Ruinen heute noch etwa 17 m hoch an. In der Antike war der Tempel mehr als 20 m hoch. Die eigentliche Cella hinter der Säulenfassade bestand aus einem großen Raum, an dessen Rückwand sich wiederum drei Zellen befanden, die wahrscheinlich der kapitolinischen Trias aus Jupiter, Juno und Minerva geweiht waren. Allerdings gibt es keinen schlüssigen Beweis, dass diese Gottheiten hier wirklich verehrt wurden und die Identifizierung beruht auf Vergleichen mit Tempeln in anderen Teilen des römischen Reiches. Es ist deshalb sogar vermutet worden, dass der Tempel dem Vulcanus, dem Schutzherrn der Stadt, geweiht war. Aus Inschriften ist allerdings bekannt, dass der Tempel des Vulcanus im Jahr 112 renoviert wurde. Dieses Datum lässt sich nicht mit der Bauzeit des Kapitols in Einklang bringen. Die Bauzeit um 120 n. Chr. ist durch gestempelte Ziegel sicher bezeugt.
Das Innere der Cella war reich mit Marmor dekoriert. Davon ist heute so gut wie nichts mehr erhalten. Zeichnungen des 19. Jahrhunderts zeigen, dass der Boden mit einem Schachbrettmuster dekoriert war. In den Wänden der Cella finden sich Nischen.
Vor dem Tempel stand ein mit Marmor verkleideter Altar, dessen Reliefdekoration Waffen zeigt.